# End (toets)

De endtoets, naast enkele andere functietoetsen

End is een toets op het toetsenbord van een computer. Hiermee wordt de cursor verplaatst naar het einde van een regel of in combinatie met Ctrl het einde van een webpagina.

## Toetsenbord
Op een IBM/Windows toetsenbord (QWERTY) staat end onder de home toets.